# 牛挑灣 (雲林縣)
牛挑灣，是臺灣雲林縣水林鄉的一個傳統地域名稱，位於該鄉西北部。相較於今日行政區，其範圍大致包括灣西村不含西南端、萬興村東北部、灣東村西北半部、車港村西端。

## 歷史
臺灣清治末期至日治初期，牛挑灣地區為一（舊制）街庄，稱為「牛挑灣庄」，隸屬於尖山堡。該庄北與鹿場庄為鄰，東與車巷口庄、春牛埔庄為鄰，南邊為萬興庄，西邊及西北邊為蔡厝庄。
1901年（日治明治三十四年）11月，全臺廢縣廳改設二十廳，該庄隸屬於斗六廳。1903年（明治三十六年）6月，該庄編入「牛挑灣區」，隸屬於斗六廳。1909年（明治四十二年）10月，合併二十廳為十二廳，牛挑灣區改隸屬於嘉義廳。1920年（大正九年），全臺地方制度大改正，廢十二廳改設五州二廳，該庄改制為「牛挑灣」大字，隸屬於臺南州北港郡水林庄（新制街庄）。
戰後水林庄改制為水林鄉，隸屬於臺南縣，大字亦改制為村。1950年10月，雲、嘉、南分治，水林鄉改隸屬雲林縣。

## 聚落
本地區發展較早的聚落有牛挑灣、後湖等，在日治期初期的官方地圖上已有記載。

## 交通
縣道155號（宏仁路）是五條港至北港的道路，經過本地區牛挑灣聚落。由該道路向西北微北可前往四湖鄉、臺西鄉五條港，並止於省道台17線與台61線共線路口；向東南微南可前往北港市區並止於省道台19線路口。
鄉道雲151線（文明東路、文明西路）是蘇秦寮至蕃薯厝的道路，經過本地區的牛挑灣、後湖兩個聚落。由該道路向東北可前往車巷口，並止於該地區東部蘇秦寮聚落西側的鄉道雲165線路口；向南轉東南可前往萬興、尖山、蕃薯厝，並止於鄉道雲155線路口。
鄉道雲153線（正義西路、正義南街）是牛挑灣至埔仔的道路，其北側端點（起點）位於本地區牛挑灣聚落的縣道155號路口。由此向西南轉南，可前往萬興東部、水林、後寮地區西部、蕃薯厝地區東部、頂蔦松，並止於鄉道雲155線路口（埔仔聚落東北郊，蔦松聚落北郊，距蔦松聚落較近）。
鄉道雲156線（春埔路）是牛挑灣至北港的道路，其西側端點（起點）位於本地區牛挑灣聚落東南郊的縣道155號路口。由此向東南微東可前往春牛埔、樹子腳、北港市區，並止於縣道155號轉角路口。

## 學校
- 宏仁國小